# Marinaleda
Marinaleda è un comune spagnolo di 2.645 abitanti situato nella comunità autonoma dell'Andalusia.
Nel 2008 la popolazione era di 2 708 abitanti. La sua superficie è di 25 km², con una densità di 109,11 ab./km². Le sue coordinate geografiche sono 37° 22' N, 4° 57' O. Si trova ad un'altitudine di 205 m s.l.m. e a 108 km dal capoluogo, Siviglia.
Si trova nella comarca di Estepa, tra questa ed Écija, nella parte orientale della provincia, nella Cuenca del Genil.

## Storia
I primi indizi di presenza stanziale umana nel territorio municipale di Marinaleda risalgono tra la fine del Neolitico e l'inizio dell'Età della Pietra e nell'Età del Rame, circa 5.000 anni fa. Si sono trovati strumenti di Industria litica, resti di semi ed abitazioni. La presenza romana fu consistente: alcuni ubicano in quest'epoca la fondazione del villaggio. Da Marinaleda passa la strada romana che univa i paesi di Astigi, attuale Écija, e Ostippo, attuale Estepa, e ci son molti ritrovamenti di questo periodo storico.
La presenza araba è testimoniata da monumenti come la Torre di Gallape (leggasi Gagliape) o la fortezza araba di Alhonoz. La riconquista di queste terre da parte dei regni cristiani si realizzò nel XIII secolo. Marinaleda passò sotto il dominio dell'Ordine di Santiago. Filippo II di Spagna lo cedette al primo marchese di Estepa e rimase sotto il suo dominio fino a quando, nel XIX secolo, si dissolsero le signorie, cioè i domini di vassallaggio medievale, clericali o nobiliari. Marinaleda sorse progressivamente come nucleo di popolazione per la stabilizzazione successiva di lavoratori giornalieri agricoli ("jornaleros") che lavoravano per i grandi latifondisti, specialmente per il marchesato di Estepa. Ci sono giunte testimonianze secondo le quali nel 1751 c'erano 60 case dove vivevano "jornaleros" che guadagnavano due reales per una giornata "da sole a sole", cioè dall'alba al tramonto.
Nel XVIII secolo a Marinaleda c'erano tre sacerdoti che prestavano servizio spirituale alla popolazione, ed uno spaccio appartenente al marchese di Peñaflor (leggasi Pegnaflor), che viveva a Écija. L'attività principale era l'agricoltura senza irrigazione e con precipitazioni naturali. Durante il XIX secolo, nelle terre di Marinaleda e nelle vicinanze ci furono vari gruppi di briganti ("bandoleros") ai quali si unirono abitanti del municipio. Specialmente rilevanti sono le bande comandate da José María Hinojosa Cobacho "El Tempranillo", Francisco Ríos González "El Pernales".

## Monumenti e luoghi d'interesse
- Chiesa Parrocchiale de Nuestra Señora de la Esperanza, data del secolo XVII, esattamente dell'anno 1666. È un tempio a una sola navata in stile classico con modifiche posteriori. Al suo interno si trova un grande polittico policromo di legno del 1859; speciale rilevanza hanno due opere del secolo XVIII, un Jesús Nazareno e una Vírgen de los dolores realizzata dallo scultore José Fabré nel 1776 e una tavola che rappresenta il calvario, del secolo XVIII. Sono anche di interesse un calice del XVI secolo e un ostensorio della fine del XVIII.

## Società

### Evoluzione demografica
Abitanti censiti

## Geografia antropica

### Urbanistica
Marinaleda sta portando avanti una gestione urbanistica alquanto particolare, una vera e propria eccezione locale all'interno della crisi immobiliare residenziale che si osserva attualmente in Spagna, derivata dalla speculazione.
Marinaleda si è addirittura resa protagonista dei telegiornali di tutta la Spagna non appena si seppe che in questo paese era possibile ottenere una casa per non più di 15 euro al mese, a condizione che uno costruisse la propria casa.

### Autocostruzione
Con l'obiettivo di acquisire terreno per la costruzione di case, l'amministrazione municipale di Marinaleda ha provveduto a espropriare e a rendere di proprietà comunale migliaia di metri quadrati in prossimità del territorio municipale.
Ottenuti i terreni, l'amministrazione comunale iniziò a far sentire la propria voce al Governo centrale e regionale al fine di ottenere fondi per la costruzione di case.
Il programma dell'Amministrazione si realizzò secondo lo schema seguente:
- il terreno, una volta passato in mano al Comune, viene ceduto gratuitamente all'autocostruttore
- grazie ad una convenzione con il governo regionale andaluso ed il cosiddetto P.E.R. (Plan de Empleo Rural) si possono acquistare i materiali da costruzione e consegnarli all'autocostruttore
- vengono messi a disposizione, sempre in maniera gratuita, alcuni operai edili disposti a seguire i cantieri
- il progetto della casa, redatto da architetti, è gratuito; gli autocostruttori possono inoltre partecipare attivamente allo sviluppo del progetto e richiedere modifiche migliorative
- infine, gli autocostruttori si riuniscono in assemblea per stabilire la quota mensile da pagare per divenire proprietario della casa che sta edificando. Le ultime case sono state costruite ed acquisite dagli autocostruttori per la cifra di 2.550 pesetas al mese (all'incirca 15 euro mensili).

La realizzazione di questo tipo di casa si basa su un sistema di autogestione ed assemblee periodiche: gli autocostruttori si riuniscono una o due volte al mese per seguire il corso dei lavori o stabilire modifiche ai progetti su carta.
Le case sono dotate di tre camere da letto, un bagno ed un patio (o giardino) di 100 m², in grado di consentire una futuro ampliamento della casa già previsto nel progetto iniziale.

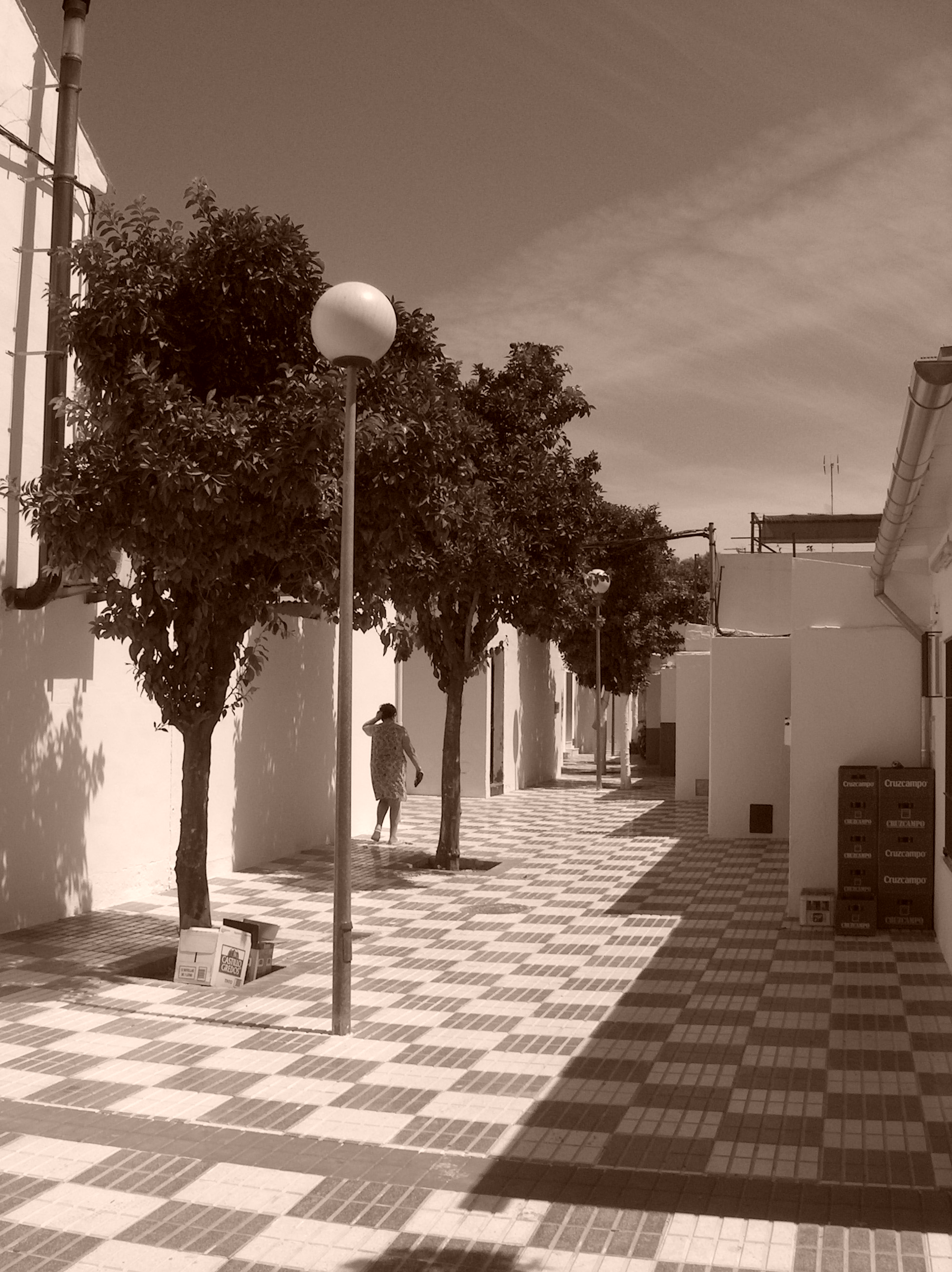
Strada di Marinaleda

Le ore impiegate nell'autocostruzione vengono scontate dal costo di costruzione totale della casa; in questo modo questa attività lavorativa viene convertita in salario indotto. In un paese di 3 000 abitanti circa, più di 350 case unifamiliari sono state costruite secondo questo metodo.

## Economia
L'economia si basa sull'attività della Cooperativa Humar - Marinaleda S.C.A. e la fabbrica di conserva, il frantoio e le altre industrie nate dalla relazione con la cooperativa, si coltivano e conservano carciofi, peperoni e legumi. La cooperativa si fondò nelle terre del dominio signorile de El Humoso ottenuto mediante la mobilizzazione sociale.

## Amministrazione
Il municipio di Marinaleda ha una lunga tradizione di lotta dei jornaleros (lavoratori giornalieri), la qual cosa ha influito in maniera decisiva sul raggiungimento di diversi obiettivi politici e sociali. Marinaleda è governata dal CUT - Colectivo de Unidad de los Trabajadores - Bloque Andaluz de Izquierdas (Collettivo di Unità dei Lavoratori – Blocco Andaluso di Sinistra), partito di Sinistra e andalusista, sin dal 1979. Nel 1986 il CUT è stato una delle organizzazioni che ha fondato Izquierda Unida (Sinistra Unita), movimento che a partire da quell'anno governa in Comune.
Nel 2003 Izquierda Unida aveva 9 assessori contro 2 del PSOE e nessuno del Partido Popular. Durante le elezioni del 2007 Izquierda Unida ottenne 7 assessori (con il 61,87% dei voti) ed il PSOE 4 (con il 35,13% dei voti).

## Curiosità
- La cittadina di Marinaleda è diventata uno dei punti di riferimento non soltanto della sinistra spagnola, ma anche di quella mondiale[3], per il suo esempio di solidarietà e uguaglianza tanto da autodefinirsi utopia verso la pace[4].
- Nel 2009 il New York Times l'ha inserita in un articolo in cui descrive la particolarità di questo paesino, le differenze con la situazione di una Spagna in crisi edilizia e occupazionale e le contraddizioni interne ad esso[5].
- La band degli Ska-P ha tributato una canzone dell'album intitolato 99% alla cittadina andalusa[6][7].
- Nel 2022 esce il film Marinaleda[8], che narra il viaggio in autostop di due vampiri verso Marinaleda, città andalusa comunista autogestita, senza polizia né disoccupazione, com'è scritto in una recensione del film su Cahiers du cinéma, i quali intendono dimostrare l'infallibilità dell'autostop, prova dell'inesauribile carità umana.[9]